# Demi-fond
Pour les articles homonymes, voir Demi-fond (homonymie).

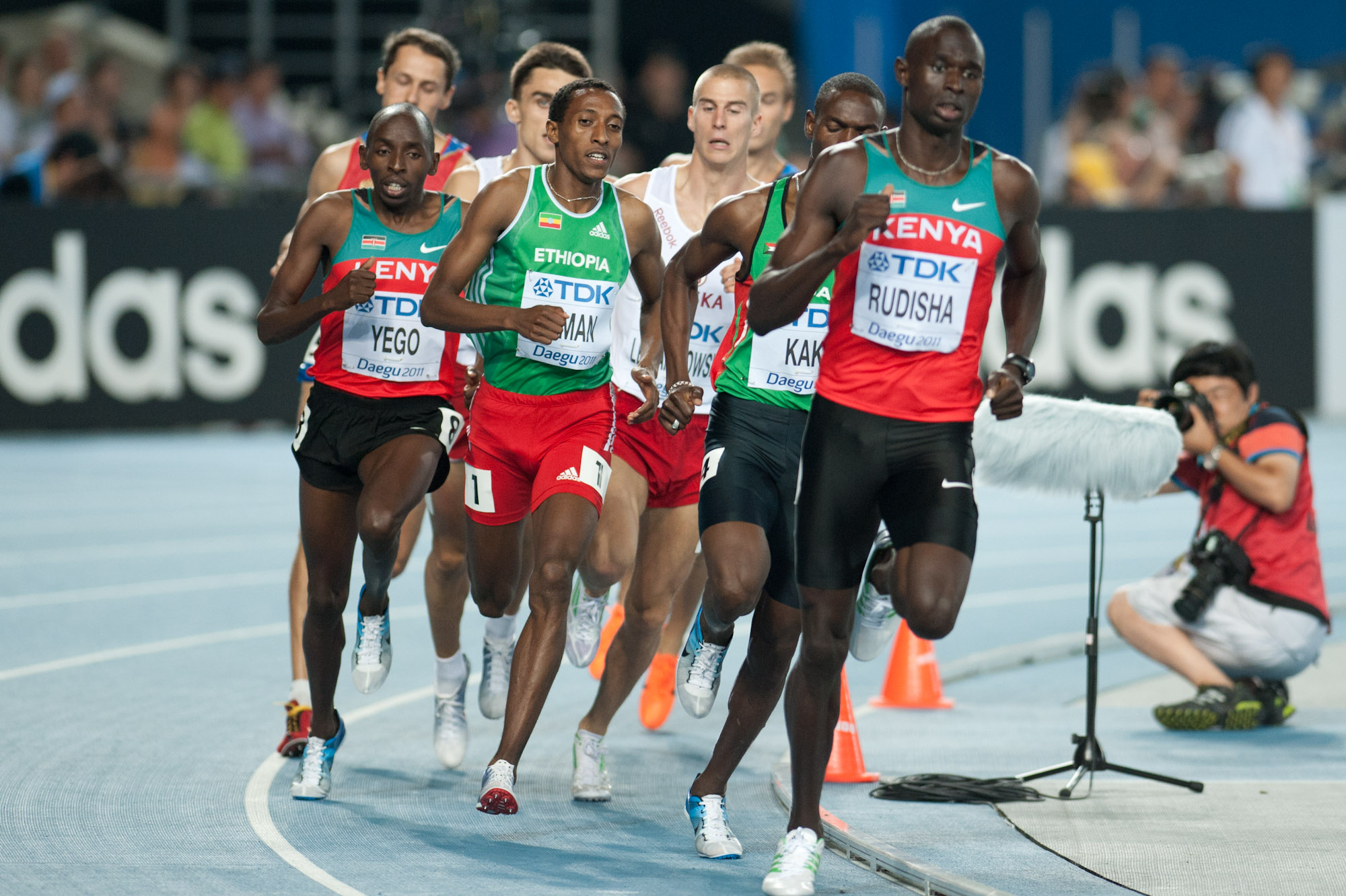
Épreuve du 800 mètres.

Les courses de demi-fond sont des épreuves d'athlétisme d'une distance comprise entre 800 et 3 000 mètres. Plus longues que les sprints et plus courtes que les courses de fond, ces courses sont représentées par le 800 mètres, le 1 500 mètres et le 3000 mètres steeple aux Jeux olympiques et aux championnats du monde d'athlétisme.

## Les différentes distances
Cela concerne donc le 800 mètres et le 1 500 mètres qui sont des disciplines olympiques, d'autres distances sont aussi concernées par le demi-fond : le 1 000 mètres et le mile (1 609 m), le 2 000 mètres et le 3 000 mètres.

### Le800 mètres
Le 800 mètres est une course qui comprend deux tours autour d'une piste d'athlétisme de 400 mètres. Elle fait partie du programme des Jeux olympiques, depuis 1896 pour les hommes et une première fois pour les femmes en 1928 puis interrompue avant d'être reprogrammée à partir de 1960 (en raison de la difficulté de l'épreuve). Les records actuels ont été réalisés par le Kényan David Rudisha chez les hommes le 9 août 2012 aux Jeux olympiques de Londres (avec un temps de 1 min 40 s 91) et par la Tchèque Jarmila Kratochvílová le 26 juillet 1983 à Munich (avec un temps de 1 min 53 s 28).

### Le1 000 mètres
Le 1 000 mètres est une course qui comprend deux tours d'une piste d'athlétisme de 400 mètres, ainsi que 200 mètres supplémentaires. Elle ne fait pas partie du programme des Jeux olympiques. Les records actuels ont été réalisés par le Kényan Noah Ngeny chez les hommes le 5 septembre 1999 à Rome (avec un temps de 2 min 11 s 96) et par la Russe Svetlana Masterkova le 23 août 1996 à Bruxelles (avec un temps de 2 min 28 s 98).

### Le1 500 mètres
Le 1 500 mètres est une course qui comprend trois tours autour d'une piste d'athlétisme de 400 mètres, ainsi que 300 mètres supplémentaires. Elle fait partie du programme des Jeux olympiques, depuis 1896 pour les hommes et depuis 1972 pour les femmes. Les records actuels ont été réalisés par le Marocain Hicham El Guerrouj chez les hommes le 14 juillet 1998 à Rome (avec un temps de 3 min 26 s 00) et par la kenyane Faith Kipyegon le 5 juillet 2025 au cours du meeting Prefontaine Classic à Eugene (avec un temps de 3 min 48 s 68).

### Le mile
Le mile est une course qui comprend quatre tours autour d'une piste d'athlétisme de 400 mètres. Elle ne fait pas partie du programme des Jeux olympiques. Les records actuels ont été réalisés par le Marocain Hicham El Guerrouj chez les hommes le 7 juillet 1999 à Rome (avec un temps de 3 min 43 s 13) et par la Néerlandaise Sifan Hassan le 12 juillet 2019 à Monaco (avec un temps de 4 min 12 s 33).